# Mariä Himmelfahrt (Beetzendorf)

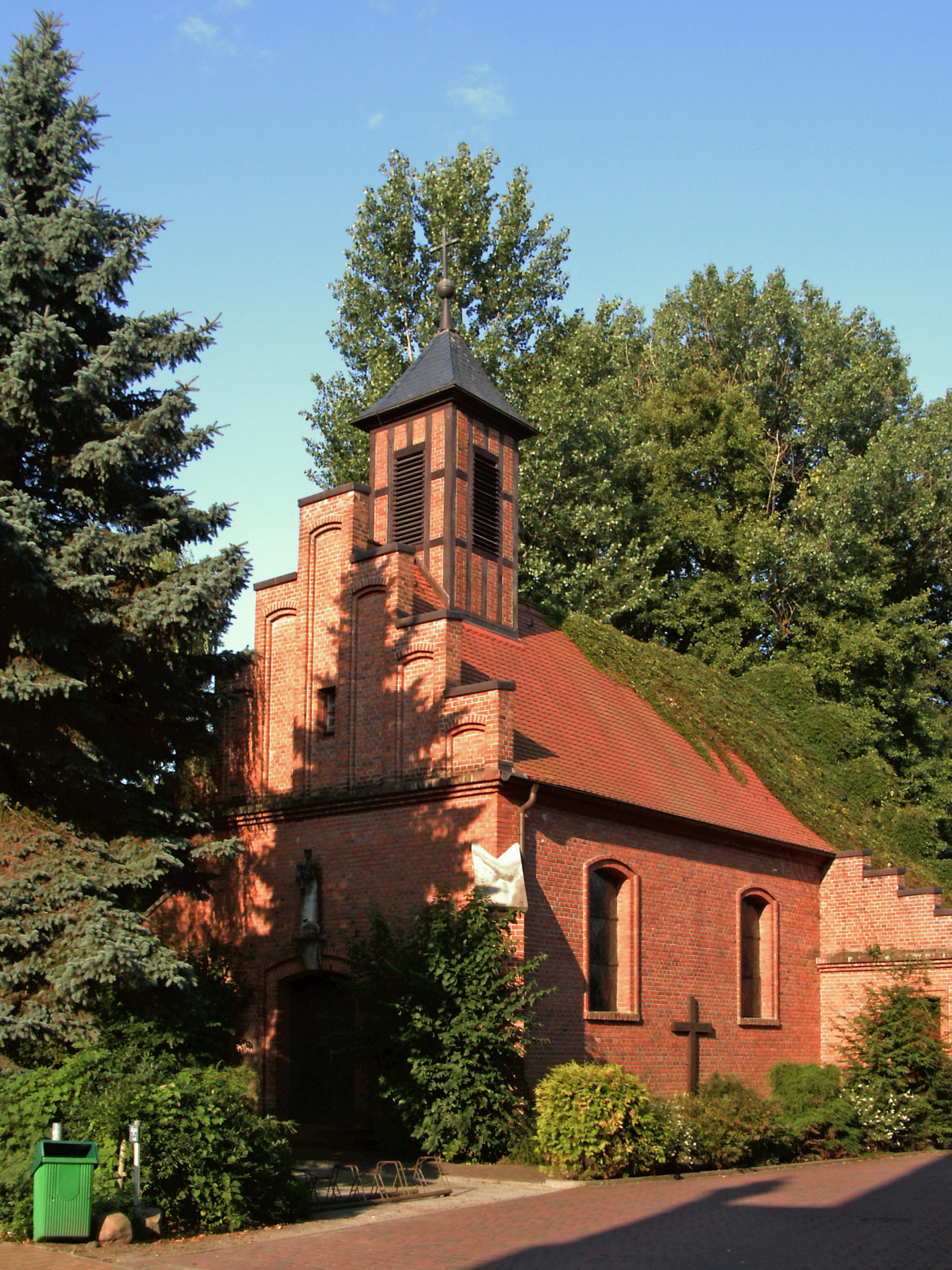
Außenansicht

Die Kirche Mariä Himmelfahrt ist die katholische Kirche in Beetzendorf, einer Gemeinde im Altmarkkreis Salzwedel in Sachsen-Anhalt. Sie ist die kleinste Kirche der Gardelegener Pfarrei „St. Hildegard“ und gehört zum Dekanat Stendal des Bistums Magdeburg. Die nach der Aufnahme Marias in den Himmel benannte Kirche befindet sich im Steinweg 2. Sie ist als Baudenkmal im Denkmalverzeichnis des Landes Sachsen-Anhalt unter der Erfassungsnummer 094 30543 verzeichnet.

## Geschichte
Im 16. Jahrhundert wurde in der Altmark die Reformation eingeführt, die in Beetzendorf, das damals zum Bistum Verden gehörte, 1541 vollendet war. Damit wurden die Bevölkerung von Beetzendorf und die Marienkirche evangelisch-lutherisch.
1852 wurde Salzwedel Sitz einer Missionsvikarie, die unter anderem auch das etwa 20 Kilometer entfernt gelegene Beetzendorf umfasste. Ihre erste Außenstation war das nur noch etwa 7 Kilometer von Beetzendorf entfernte Ristedt. 1870 wurden die Gottesdienste in Ristedt wieder eingestellt, da viele Katholiken weggezogen oder verstorben waren. In Beetzendorf ließen sich erst wieder im letzten Drittel des 19. Jahrhunderts Katholiken nieder.
Am 18. April 1911 wurde in Beetzendorf eine katholische Kirchengemeinde gegründet, und noch im gleichen Jahr seitens der Salzwedeler Kirchengemeinde unter der Leitung ihres Pfarrers Richard Schwunk in Beetzendorf in einem Fachwerkhaus eine katholische Notkapelle eingerichtet. Ihre Betreuung wurde dem Neupriester Franz Wortmann übertragen. 1920 wurde die Missionsvikarie Salzwedel zur Pfarrei erhoben. In Beetzendorf wohnten damals bereits 31 Katholiken. 1933 zeigte eine Volkszählung, dass von den 1572 Einwohnern Beetzendorfs 50 katholisch waren.
1937 begann, vor dem Haus mit der Notkapelle, der Bau der heutigen Kirche. Am 17. April 1938 (Ostersonntag) wurde sie benediziert, im gleichen Jahr wurden auch die Glocke und die Orgel geweiht.
Am 1. Mai 1939 wurde die Pfarrvikarie Beetzendorf errichtet, die zur Pfarrei Salzwedel gehörte und 70 Ortschaften umfasste. Dazu gehörten auch Calbe und Klötze, wo sich schon damals weitere katholische Gotteshäuser befanden. Josef Thiele war erster Vikar in Beetzendorf.
Nach dem Zweiten Weltkrieg vergrößerte sich durch den Zuzug von katholischen Flüchtlingen und Heimatvertriebenen aus den Ostgebieten des Deutschen Reiches die Zahl der Katholiken im Raum Beetzendorf erheblich. Zum 1. November 1948 wurde daher seitens des Erzbischöflichen Kommissariats Magdeburg Beetzendorf als Filialkirchengemeinde mit eigenem Kirchenvorstand und eigener Vermögensverwaltung errichtet.
Bis in die 1970er Jahre verfügte Beetzendorf über einen ortsansässigen Priester; danach wurde die Pfarrvikarie von den Priestern aus Klötze, danach aus Oebisfelde, zuletzt aus Gardelegen, mitbetreut.
1996/97 wurde am Audorfer Weg das nach Friedrich Lorenz benannte Caritas-Wohnheim für geistig Behinderte erbaut. Ebenfalls in den 1990er Jahren wurde das Pfarrhaus verkauft und hinter der Kirche, ungefähr an der Stelle, an der sich das zwischenzeitlich abgerissene Gebäude mit der ehemaligen Notkapelle befand, ein Gemeindehaus erbaut. An der Stelle des abgerissenen Pfarrhauses steht heute ein Wohn- und Geschäftshaus, in dem sich eine Apotheke und eine Fleischerei befinden.
Am 1. November 2007 wurde aus den Pfarreien Gardelegen und Oebisfelde, den Kuratien Kalbe und Mieste, sowie den Pfarrvikarien Beetzendorf und Klötze ein Gemeindeverbund errichtet. Damals gehörten zur Pfarrvikarie Beetzendorf rund 190 Katholiken. Am 2. Mai 2010 wurde aus dem Gemeindeverbund die heutige Pfarrei „St. Hildegard“ gebildet. Die Volkszählung in der Europäischen Union 2011 zeigte, dass von den 3313 Einwohnern der politischen Gemeinde Beetzendorf 94, und somit knapp 3 %, der römisch-katholischen Kirche angehörten. Die Pfarrei beabsichtigt (Stand Oktober 2023), Kirche und Gemeindehaus zu verkaufen.

## Architektur und Ausstattung

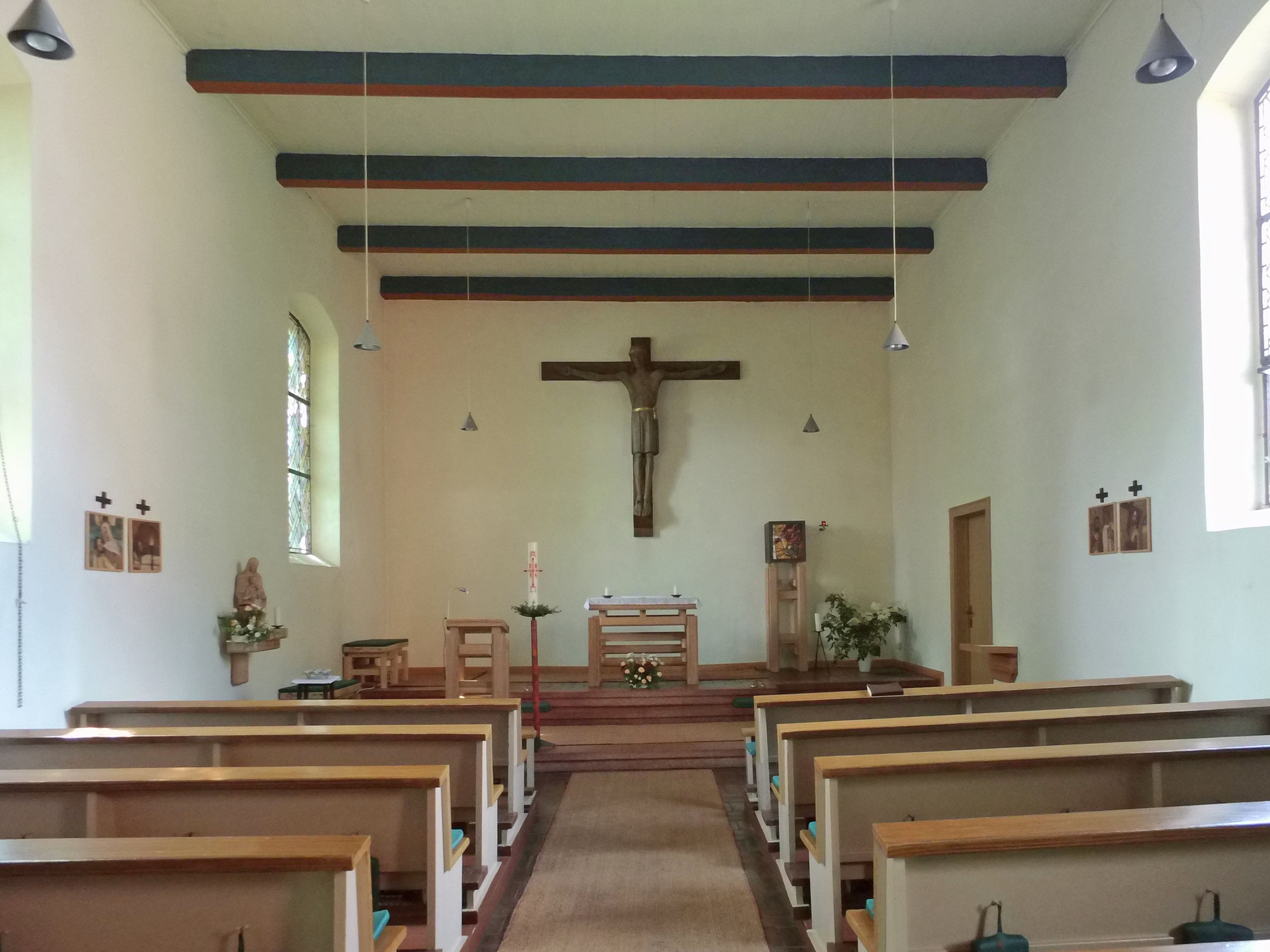
Innenansicht

Die kleine Backsteinkirche befindet sich in rund 33 Meter Höhe über dem Meeresspiegel. In ihrem kreuzbekrönten Turm befindet sich eine Glocke. Die über dem Eingangsportal befindliche Marienstatue wurde 1961 anlässlich des 50-jährigen Weihejubiläums der ersten Kapelle angebracht. An der Seitenwand der Kirche erinnert ein Missionskreuz an die Volksmission von 1953.
Das Kirchengestühl lässt einen Mittelgang frei und bietet 48 Sitzplätze. Die Rückwand des Altarraumes wird von einem Kruzifix dominiert. Unter der Orgelempore befinden sich das Taufbecken und ein Beichtstuhl. Da die Pfeifenorgel nicht mehr spielbar ist, wird der Gesang der Gottesdienstgemeinde durch eine elektronische Orgel unterstützt. Zur Innenausstattung gehören auch ein hölzerner Altar, ein Tabernakel, eine Marienstatue und 14 Kreuzwegstationen.